# ديون جوردن
ديون جوردن (بالإنجليزية: Dion Jordan)‏ هو لاعب كرة قدم أمريكية أمريكي، ولد في 5 مارس 1990 في تشاندلر في الولايات المتحدة.

## وصلات خارجية
- ديون جوردن على موقع إي إس بي إن.كوم (أن.أف.أل)3
- ديون جوردن على موقع مرجع كرة القدم المحترفة.كوم (الإنجليزية)